# Robert Haab

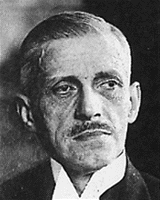
Robert Haab

Robert Haab (ur. 8 sierpnia 1865 zm. 15 października 1939) – szwajcarski polityk, członek Rady Związkowej od 13 grudnia 1917 do 31 grudnia 1929. Kierował Departamentem Poczt i Kolei (1918–1929).
Był członkiem Radykalno-Demokratycznej Partii Szwajcarii.
Pełnił funkcje wiceprezydenta (1921, 1928) i prezydenta Konfederacji (1922, 1929).